# Clarion (Iowa)
Clarion es una ciudad situada en el condado de Wright, en el estado de Iowa, Estados Unidos. Según el censo de 2010 tenía una población de 2.850 habitantes.

## Geografía
Según la Oficina del Censo de los Estados Unidos, la localidad tiene un área total de 8,44 km², la totalidad de los cuales 8,44 km² corresponden a tierra firme.

## Demografía
Según el censo de 2010, había 2850 personas residiendo en la localidad. La densidad de población era de 337,68 hab./km². Había 1346 viviendas con una densidad media de 159,48 viviendas/km². El 91,93% de los habitantes eran blancos, el 0,46% afroamericanos, el 0,28% amerindios, el 0,46% asiáticos, el 0,07% isleños del Pacífico, el 5,02% de otras razas, y el 1,79% pertenecía a dos o más razas. El 15,89% de la población eran hispanos o latinos de cualquier raza.